# 大野功統
大野 功統（おおの よしのり、1935年〈昭和10年〉10月16日 - 2023年〈令和5年〉7月16日）は、日本の政治家、大蔵官僚。位階は従三位、勲章は旭日大綬章、レジオンドヌール勲章シュヴァリエ。
防衛庁長官（第70・71代）、文部科学副大臣（第2次森改造内閣）、衆議院議院運営委員長（第62代）、衆議院議員（8期）などを歴任した。
香川県副知事を務めた大野乾は父、衆議院議員を務めた加藤常太郎は岳父、衆議院議員の大野敬太郎は長男。

## 来歴

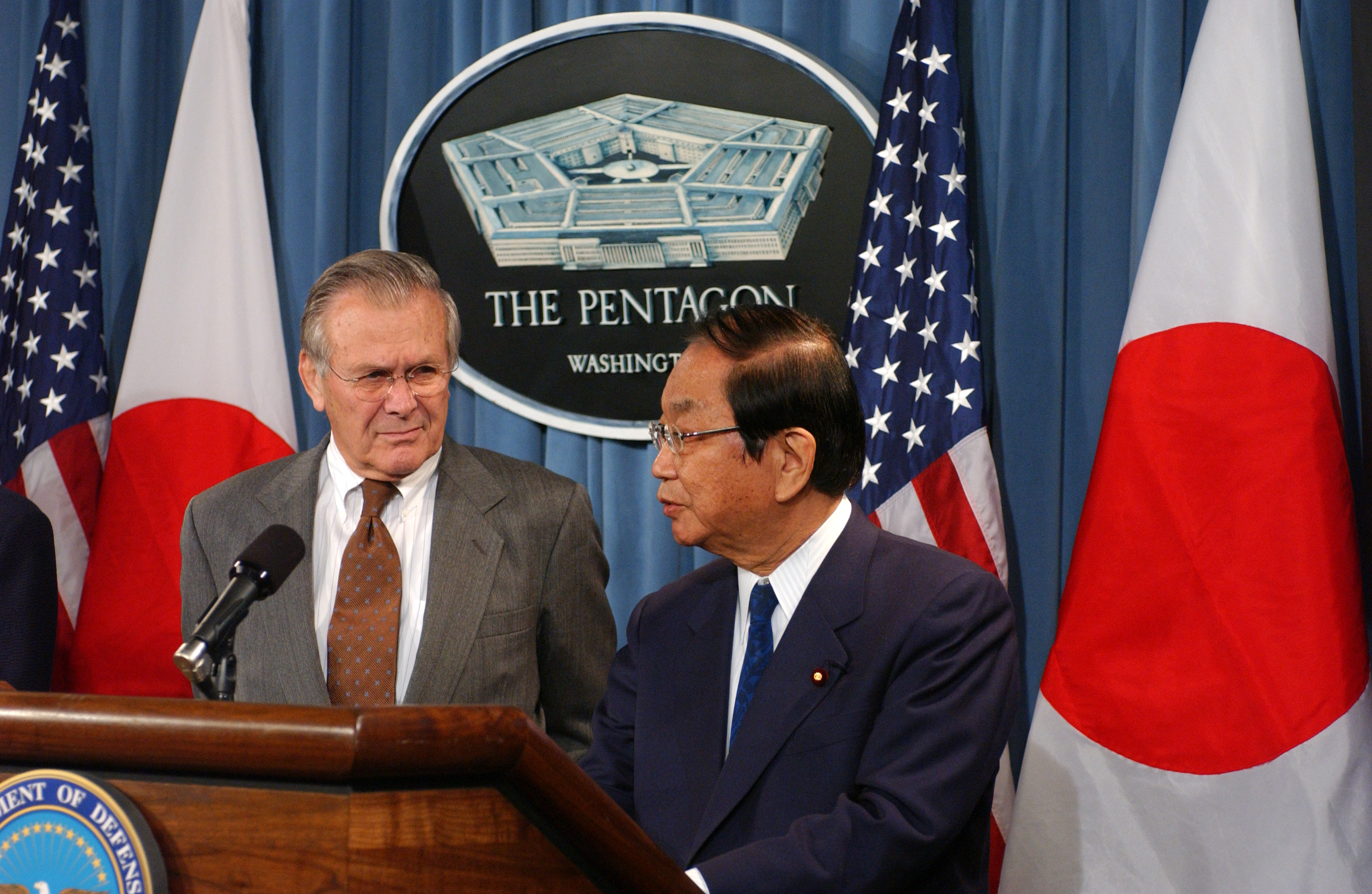
2005年10月29日、ペンタゴンにてアメリカ合衆国国防長官ドナルド・ラムズフェルド（左）と

日本統治時代の台湾生まれ。父は大野乾、母はカツエ。台湾で第二次世界大戦敗戦を迎える。小学校が閉鎖されたため、引き揚げまでは新聞配達のアルバイトをして過ごしていた。1947年、香川県三豊郡豊浜町（現観音寺市）に引き揚げ。高松第一高等学校、東京大学法学部卒業。大学卒業後、大蔵省に入省。財務参事官付。入省同期に柿澤弘治（元外務大臣）、尾崎護、角谷正彦ら。入省2年目に関東財務局の金融検査官に出向。1961年から2年間、ペンシルベニア大学に留学し、国際関係論を専攻。帰国後は大臣官房調査企画課係長となり、1965年7月には伊勢税務署長として2度目の出向をする。国際機構課長を経て退官し、1978年に香川県知事選挙に出馬したが、惜敗。1986年、第38回衆議院議員総選挙に、引退する岳父・加藤常太郎に代わり自由民主党公認で旧香川県第2区から出馬し、初当選する。1996年以降は小選挙区比例代表並立制の導入に伴い、香川県第3区から出馬し当選を重ねる。
2004年、第2次小泉改造内閣で防衛庁長官に任命され、第3次小泉内閣まで務める。2007年12月、日朝国交正常化を目指す議員連盟・自民党朝鮮半島問題小委員会を立ち上げ、副委員長に就任した。

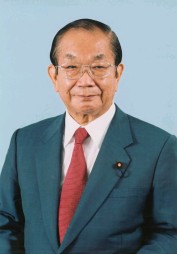
防衛庁長官就任に際し公表された公式肖像写真

2009年の第45回衆議院議員総選挙では、自民党に全国的に猛烈な逆風が吹き荒れる中、香川3区で8回目の当選。2011年6月、同じ近未来政治研究会（山崎派）に所属する甘利明元経済産業大臣が立ち上げた政策グループ「さいこう日本」に参加。2012年8月、次期衆議院議員総選挙に出馬せず、政界を引退する意向を表明した。同年12月の第46回衆議院議員総選挙では、香川3区からは大野の政策秘書である長男・敬太郎が自民党公認で出馬し、初当選した。
2023年7月16日、老衰のため死去。87歳没。死没日付をもって従三位に叙された。

## 人物

### 統一教会との関係
- 2017年7月12日から17日にかけて、、世界平和統一家庭連合（旧統一教会）系の日刊紙「ワシントン・タイムズ」からの誘いを受け、大野は、武田良太、竹本直一、山本朋広、鈴木克昌、御法川信英、穴見陽一ら国会議員団、元自衛艦隊司令官の香田洋二、教団幹部とともに渡米、外遊を行った[8][9][10]。統一教会系団体が開いたワシントンでの日米韓の国会議員会議で、一同は、日本の統一教会会長の徳野英治、国際勝共連合会長・世界平和連合会長の太田洪量、UPFジャパン新会長の梶栗正義ら教団幹部5人とともに記念撮影をした。会議に参加した関係者は、旅費や宿泊費は支払っていないと証言している。ワシントンでの会議後、一同はニューヨークに向かい、韓鶴子総裁主賓の超宗教フェスティバル「真の父母様マジソンスクエアガーデン大会」に参加した[8][11][12]。

- 2019年10月5日、統一教会の関連団体「天宙平和連合」（UPF-Japan）は、国際会議「ジャパンサミット＆リーダーシップカンファレンス」をホテルナゴヤキャッスルで開催[13][14]。韓鶴子や梶栗正義が壇上に上がった同会議の晩餐会に大野は出席し、乾杯の発声をした[15]。

- 2020年、天宙平和連合が創設した世界平和国会議員連合の日本の議員連盟「日本・世界平和議員連合懇談会」が設立され、大野は初代会長に就任した[16][17]。

- 2021年6月11日、「日本・世界平和議員連合懇談会」の総会が衆議院第一議員会館で開催[18]。大野は顧問に就任し[16]、後任の会長には原田義昭が選出された[18][17]。教団は同年10月の衆院選に立候補した議連参加者を支援し、電話かけなどを熱心に行った[18]。

- 2022年6月13日、「日本・世界平和議員連合懇談会」は総会を開催。大野は前年に続いて顧問に選出された。同じく顧問の国際勝共連合会長の梶栗が講演をし、講演の際、統一教会の関連団体「平和政策研究所（IPP）」が発行する「政策情報レポート」が配られた。総会資料のアンケート用紙には、梶栗が会長を務める統一教会の友好団体「世界平和連合」に関する記述があり、「次期参議院選挙の地方区で、世界平和連合の応援を希望する議員がおられればお書き下さい」と書かれてあった[19]。

### その他
- 中学時代には野球に、高校時代は文学に明け暮れる毎日であった[2]。また東京大学法学部在学中、毎日新聞社主催の論文コンテストに応募し、「アジアと国連」が入選した[2]。
- 大蔵省在職中、フルブライト・プログラムによる奨学金を受け、2年間アメリカに留学した。
- 外交・安全保障から年金や社会保障まで、幅広く精通する政策通で知られる。
- 外国語を流暢に話し、英語・フランス語であれば通訳なしでの会談もこなせる語学力を有する。フランス語が堪能であるため、国会では「ムッシュ大野」の異名を取る。
- 2011年、フランス共和国のレジオンドヌール勲章シュヴァリエを受章[20]。
- 2013年、旭日大綬章を受章[21]。

## 政策
- 選択的夫婦別姓制度の導入に賛成[22]。

## 所属団体・議員連盟
- 日仏友好議員連盟（会長）
- 日傷援護議員協議会（会長）
- 日本・ドミニカ友好議員連盟（会長）
- 日本・モザンビーク友好議員連盟（会長）
- 日本・イスラエル友好議員連盟（会長）[23]
- 日本イスラエル親善協会（会長）[23]
- 日韓議員連盟
- 海事振興連盟（副会長）
- 神道政治連盟国会議員懇談会
- 日朝国交正常化推進議員連盟
- 自由民主党朝鮮半島問題小委員会（副委員長）
- さいこう日本[24]
- 例外的に夫婦の別姓を実現させる会
- 日本・世界平和議員連合懇談会（会長）

## 選挙歴
| 当落 | 選挙                   | 執行日         | 年齢 | 選挙区    | 政党       | 得票数     | 得票率 | 定数 | 得票順位 /候補者数 | 政党内比例順位 /政党当選者数 |
| ---- | ---------------------- | -------------- | ---- | --------- | ---------- | ---------- | ------ | ---- | ------------------ | ---------------------------- |
| 落   | 1978年香川県知事選挙   | 1978年8月27日  | 42   |           | 自由民主党 | 26万3520票 | 46.34% | 1    | 2/2                | /                            |
| 当   | 第38回衆議院議員総選挙 | 1986年07月06日 | 50   | 旧香川2区 | 自由民主党 | 6万5788票  | 24.73% | 3    | 2/5                | /                            |
| 当   | 第39回衆議院議員総選挙 | 1990年02月18日 | 54   | 旧香川2区 | 自由民主党 | 6万1189票  | 21.73% | 3    | 3/6                | /                            |
| 当   | 第40回衆議院議員総選挙 | 1993年07月18日 | 57   | 旧香川2区 | 自由民主党 | 6万2338票  | 24.02% | 3    | 3/5                | /                            |
| 当   | 第41回衆議院議員総選挙 | 1996年10月20日 | 61   | 香川3区   | 自由民主党 | 7万9870票  | 48.92% | 1    | 1/4                | /                            |
| 当   | 第42回衆議院議員総選挙 | 2000年06月25日 | 64   | 香川3区   | 自由民主党 | 9万690票   | 59.93% | 1    | 1/3                | /                            |
| 当   | 第43回衆議院議員総選挙 | 2003年11月09日 | 68   | 香川3区   | 自由民主党 | 8万4803票  | 61.06% | 1    | 1/4                | /                            |
| 当   | 第44回衆議院議員総選挙 | 2005年09月11日 | 69   | 香川3区   | 自由民主党 | 10万7726票 | 66.92% | 1    | 1/3                | /                            |
| 当   | 第45回衆議院議員総選挙 | 2009年08月30日 | 73   | 香川3区   | 自由民主党 | 7万3379票  | 43.32% | 1    | 1/5                | /                            |

## 家族・親族

### 大野家
（香川県三豊郡豊浜町（現観音寺市））
- 父乾（元香川県副知事）
明治38年（1905年）生[25]。香川県出身[25]。大阪外語仏文科卒[25]。台湾総督府に入り昭和22年（1947年）香川県庁に移り[25]、三豊地方事務所長、渉外食糧各課長、経済部長、出納長を経て昭和32年（1957年）3月副知事に就任[25]。
大野によれば「オヤジは何事も真面目にやる男だった。踊りを習えば、家庭に帰って来ても、夜更に至るまでレコードをかけておさらいをしていた。死ぬ直前は真剣に字を習っていた。毎夜欠かさず墨をすった。忙しかったのであろう。連夜十二時近くに帰ってきても、それから酒を飲みながら何度となく同じ字を練習した。酒がまわってくると書いた字を自慢した。われわれ見物人がそれをほめないと機嫌が悪かった。そして一区切りつくと、親子はとりとめのない世間話をした。そこには、憂き世を忘れた天真らんまんのオヤジの姿があった。わたくしはそんなオヤジが一番好きであった。」という。
- 姉は大阪大学教授藤田広志に嫁いだ。
- 家族は妻、一男、一女。妻とは見合い結婚であった。

### 親戚
- 義父・加藤常太郎（元労働大臣）
- 宮澤喜一（元首相）

## 著書
- 『南と北 : 世界経済の新路』〈ベストブックス〉、日本関税協会、1968年2月15日。
- 『特恵関税』〈ベストブックス ; 9〉、日本関税協会、1969年7月15日。
- 『ウォームハート－構造改革のあとにくるもの－』パレード発行、星雲社発売、2006年7月。